# Район (муниципалитет Чьяпаса)
Район (исп. Rayón) — муниципалитет в Мексике, штат Чьяпас, с административным центром в одноимённом посёлке. Численность населения, по данным переписи 2020 года, составила 10 866 человек.

## Общие сведения
Название Rayón дано в честь участника войны за независимость, генерала Игнасио Лопеса Района.
Площадь муниципалитета равна 64,9 км², что составляет 0,1 % от площади штата, а наиболее высоко расположенное поселение Ривера-Сан-Себастьян, находится на высоте 2013 метров.
Он граничит с другими муниципалитетами Чьяпаса: на севере с Тапилулой, на востоке с Ринкон-Чамула-Сан-Педро и Хитотолем, а на юге и западе с Пантепеком.

## Учреждение и состав
Муниципалитет был образован в 1934 году, по данным 2020 года в его состав входит 37 населённый пунктов, самые крупные из которых:
| Код INEGI                  | Населённый пункт                                                                 | Численность населения (2005 год) | Численность населения (2010 год) | Численность населения (2020 год) |
| -------------------------- | -------------------------------------------------------------------------------- | -------------------------------- | -------------------------------- | -------------------------------- |
| 073                        | Всего                                                                            | 7965                             | 9002                             | 10866                            |
| 0001                       | Район (исп. Rayón) 17°12′02″ с. ш. 93°00′40″ з. д. (административный центр)      | 5151                             | 5895                             | 6860                             |
| 0010                       | Эль-Пинабето (исп. El Pinabeto) 17°12′29″ с. ш. 92°57′33″ з. д.                  | 628                              | 673                              | 974                              |
| 0007                       | Мансанильо-Пинабето (исп. Manzanillo Pinabeto) 17°11′16″ с. ш. 92°57′59″ з. д.   | 258                              | 342                              | 426                              |
| 0029                       | Гуадалупе-Виктория (исп. Guadalupe Victoria) 17°11′09″ с. ш. 92°59′20″ з. д.     | 263                              | 286                              | 320                              |
| 0016                       | Эль-Патио (исп. El Patio) 17°11′38″ с. ш. 93°00′42″ з. д.                        | 59                               | 84                               | 311                              |
| 0025                       | Ривера-Сан-Себастьян (исп. Rivera San Sebastián) 17°11′58″ с. ш. 92°58′00″ з. д. | 163                              | 197                              | 275                              |
| 0023                       | Каррисаль (исп. Carrizal) 17°08′22″ с. ш. 92°59′28″ з. д.                        | 137                              | 166                              | 212                              |
| 0012                       | Ривера-Сан-Антонио (исп. Rivera San Antonio) 17°11′05″ с. ш. 92°58′48″ з. д.     | 166                              | 176                              | 207                              |
| —                          | Прочие                                                                           | 1140                             | 1183                             | 1281                             |
| Названия на карте Генштаба |                                                                                  |                                  |                                  |                                  |

## Экономическая деятельность
По статистическим данным 2000 года, работоспособное население занято по секторам экономики в следующих пропорциях:
- сельское хозяйство, скотоводство и рыбная ловля — 62,8 %;
- промышленность и строительство — 12,2 %;
- торговля, сферы услуг и туризма — 23,3 %;
- безработные — 1,7 %.

## Инфраструктура
По статистическим данным 2020 года, инфраструктура развита следующим образом:
- электрификация: 98,7 %;
- водоснабжение: 55,7 %;
- водоотведение: 94,5 %.

## Туризм
Туристов привлекает находящаяся в муниципалитете долина Сельва-Негра.